# (10802) Masamifuruya
(10802) Masamifuruya – planetoida z pasa głównego asteroid okrążająca Słońce w ciągu 4 lat i 192 dni w średniej odległości 2,74 j.a. Została odkryta 28 października 1992 roku przez Kina Endate i Kazurō Watanabe. Przed nadaniem nazwy planetoida nosiła oznaczenie tymczasowe (10802) 1992 UL6.